# Carlos Alvarado Quesada
Carlos Andrés Alvarado Quesada (San José, 14 gennaio 1980) è uno scrittore e politico costaricano, Presidente della Repubblica di Costa Rica dall'8 maggio 2018, dopo aver vinto le elezioni del 1º aprile precedente.

## Biografia
È nato presso l'Hospital México di San José ed è cresciuto in una famiglia della classe media, composta dal padre Alejandro Alvarado Induni, un ingegnere, dalla madre Adelia Quesada Alvarado, e dai fratelli Federico e Irene.
Ha frequentato le scuole primarie presso la Escuela Anglo-Americana e quelle secondarie presso il Colegio Saint Francis. In seguito ha studiato all'Università della Costa Rica dove ha ottenuto la laurea in scienze politiche. Ha poi seguito degli studi post laurea presso l'Università del Sussex in Inghilterra.. Nel 2010 si è sposato con Claudia Dobles Camargo, con la quale ha avuto un figlio. Con la sua famiglia ha vissuto a Santa Ana.